# Saint-Étienne-au-Temple
 Saint-Étienne-au-Temple  es una población y comuna francesa, en la región de Champaña-Ardenas, departamento de Marne, en el distrito de Châlons-en-Champagne y cantón de Châlons-en-Champagne-2.

## Demografía
| 178 | 193 | 333 | 415 | 447 | 458 |
| Para los censos de 1962 a 1999 la población legal corresponde a la población sin duplicidades (Fuente: INSEE [Consultar]) |     |     |     |     |     |